# Turznice
Turznice – wieś w Polsce położona w województwie kujawsko-pomorskim, w powiecie grudziądzkim, w gminie Grudziądz.

## Podział administracyjny
W latach 1975–1998 miejscowość administracyjnie należała do województwa toruńskiego.

## Historia
Wieś związana była historycznie z ziemią chełmińską na Pomorzu Nadwiślańskim. Ma metrykę średniowieczną i istnieje co najmniej od drugiej połowy XIII wieku. Wymieniona została po raz pierwszy w łacińskim w dokumencie z 1277 jako "Turnitz, Thugirnicz, Tuwernitz, Thuernitz, Theuwernitz, Thoyernitz, Tewernitz, Tewernicz, Tuwernitcz, Turnitcze, Turenitz".
W miejscu obecnej miejscowości w średniowieczu znajdowało się grodzisko, które odnotowane zostało w 1277. Później po sprowadzeniu w 1226 przez Konrada I mazowieckiego na Mazowsze zakonu krzyżackiego miejscowość do 1424 należała do komturii grudziądzkiej. W 1466 na mocy traktatu toruńskiego podpisanego po zakończonej wojny trzynastoletniej toczonej pomiędzy państwem zakonu krzyżackiego, a Koroną Królestwa Polskiego miejscowość została włączona do Korony. W 1570 leżała w powiecie chełmińskim Województwa chełmińskiego, w parafii Grudziądz.
W 1277 gród Turznice odnotowany został po łacinie (łac. „cuiusdam feodotarii”), który oblegali wtedy Jaćwingowie. Około 1423–1424 miejscowość liczyła 40 łanów i była własnością rycerza zobowiązanego do służby w zbroi ciężkiej.
W 1409 Sander z Turznic otrzymał od zakonu krzyżackiego 4 grzywny za konia w wyprawie na Dobrzyń. W 1414 szkody wojenne miejscowości po wielkiej wojnie z zakonem krzyżackim oszacowane zostały na 100 grzywien, z czego Sanderowi z Turznic wypłacono z tej kwoty 40 grzywien za konie, bydło oraz zboże. W 1438 i w 1440 odnotowany został Jerzy z Turznic, który działał w okręgu grudziądzkim Związku Pruskiego - organizacji walczącej na ziemiach pruskich z zakonem krzyżackim. W 1450 odnotowany został jako jej przedstawiciel z okręgu grudziądzkiego i rog. W 1440, 1450, 1453, 1457 w akcie erekcyjnym Związku Pruskiego wspomniano rycerza ziemi chełmińskiej Bartusza z Turznic.
W 1482 Jerzy Czedlitz kupił część Turznic od Małgorzaty von Rathehofe oraz 400 grzywien zapisanych na wsi od Mateusza Schrota. W 1498 Jerzy miał 2/3, a Szymon z Turznic 1/3 wsi. Obaj nadali młyn, zagrodę, 3 morgi oraz sprzęt gospodarski wraz z prawem rybołówstwa w stawie młynarzowi Wojtkowi z czynszem 2,5 łasztu mąki. W 1501 kontrakt ten został anulowany. W 1570 dziedzicem wsi był Jan Turznicki, który od nazwy wsi przyjął odmiejscowe nazwisko. Posiadał w miejscowości 14 łanów chłopskich, 12 zagrodników, młyn oraz karczmę.
Wskutek I rozbioru Polski w 1772 miejscowość przeszła pod władanie Prus i jak cała ziemia chełmińska znalazła się w zaborze pruskim.

## Demografia
Według Narodowego Spisu Powszechnego (III 2011 r.) wieś liczyła 320 mieszkańców. Jest piętnastą co do wielkości miejscowością gminy Grudziądz.